# ولید بحر
ولید بحر (عربی: وليد بحر موسى؛ زادهٔ ۲۷ آوریل ۱۹۹۱) بازیکن فوتبال اهل عراق است.
از باشگاه‌هایی که در آن بازی کرده‌است می‌توان به باشگاه فوتبال نیروی هوایی، باشگاه فوتبال النفط، و باشگاه فوتبال الشرطه (عراق) اشاره کرد.
وی همچنین در تیم‌های ملی فوتبال زیر ۲۳ سال عراق و عراق بازی کرده‌است.